# Symphonie no 4 de Tournemire
Pages Symphoniques
Pour les articles homonymes, voir Symphonie no 4.
La symphonie no 4, titrée Pages Symphoniques, opus 44, est une œuvre orchestrale de Charles Tournemire composée rapidement, durant l'été 1912, alors que le compositeur était en vacances à Perros-Guirec.

## Présentation
Par sa forme et son orchestration, cette quatrième symphonie est une pièce à part dans l'œuvre de Tournemire. Elle ne se rattache à aucun argument littéraire, contrairement à la plupart de sa production, et se présente comme une pièce de musique pure, la seule indication du compositeur étant : « l’œuvre exalte la poésie de la Bretagne »,. 
Est notable l'usage important des interventions solos tout au cours de la pièce, en particulier de la harpe, des vents ou de l'orgue dans la partie centrale.

## Structure
Si la symphonie se développe en un seul mouvement, cinq parties bien distinctes, quoique enchaînées, se succèdent, : 
- Assez lent ;
- Avec du mouvement ;
- Modéré ;
- Vif ;
- Lent.

## Création
La symphonie est créée le 12 mars 1916 au théâtre du Châtelet, sous la direction de Camille Chevillard à la tête de l'orchestre Colonne-Lamoureux, avec Eugène Gigout à l'orgue.

## Discographie
- Symphonies 2 et 4 - Orchestre symphonique de Moscou, dir. Antonio de Almeida (1994, Marco Polo/Naxos 8.223478) (OCLC 643626876)